# Tornédalie

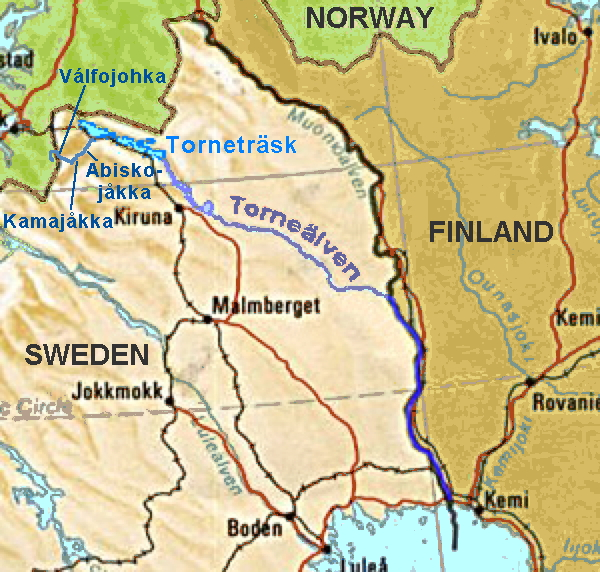
Carte de la région.

La Tornédalie, en suédois Tornedalen, en finnois Meänmaa, est une région de Scandinavie située dans le nord-est de la Suède et le nord-ouest de la Finlande et d'où sont originaires les Tornédaliens, des Suédois parlant le meänkieli ou finnois tornédalien.
Son nom provient du Torne, fleuve qui se jette dans le golfe de Botnie.

## Géographie

Carte de la Tornédalie avec le Torne.

Cette région s'étend le long de la frontière entre la Suède et la Finlande dans la vallée du Torne et à l'ouest de celle-ci, dans la province de Norrbotten.
Les deux rives du fleuve ont longtemps constitué une seule entité culturelle, qui faisait intégralement partie du royaume de Suède jusqu'en 1809. Après cette date, une légère différence est apparue entre les deux, influencées par leurs cultures nationales respectives.

## Histoire

Drapeau officiel des Tornédaliens.

## Annexe